# Ivar Hallström
Ivar Kristian Hallström, född den 5 juni 1826 i Stockholm, död där den 11 april 1901, var en svensk tonsättare, pianist och sångpedagog.

## Biografi
Hallström, som var son till en syssling till biskop Carl Hallström, undervisades i pianospel av professor Edmund Passy och den tyske pianisten Stein. Samtidigt bedrev han andra studier och tog 1844 studentexamen, varefter han började studera vid Uppsala universitet och avlade 1849 hovrättsexamen. I Uppsala lärde han känna prins Gustaf och deltog i dennes musikaliska övningar. Hans första komposition kom att bli en duett till sångspelet Hvita frun på Drottningholm 1847. År 1852 avbröt han sin tjänstemannakarriär, för att helt ägna sig åt komposition och undervisning. Efter prins Gustafs död blev han 1853 bibliotekarie hos Prins Oscar, bosatte sig samma år i huvudstaden och verkade som pianolärare. Han började utge sånghäften, som blev populära och fick god kritik. 1861-72 förestod han det musikinstitut, som förut innehafts av Adolf Fredrik Lindblad.

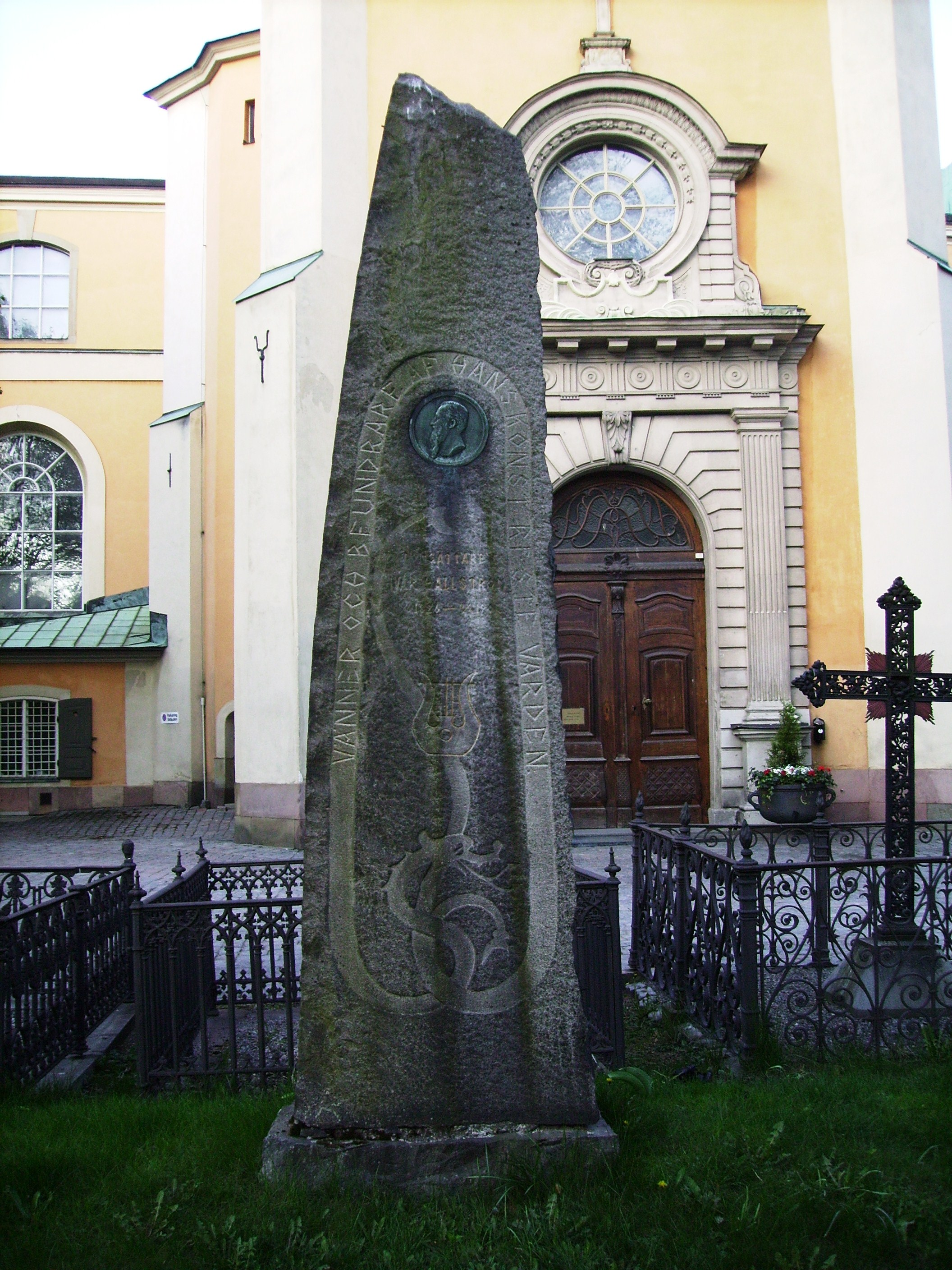
Ivar Hallströms gravvård på Maria Magdalena kyrkogård i Stockholm.

1881-85 var han instruktör för sångscenen vid Kungliga operan. Han var sångpedagog år bland andra Arvid Ödmann. 
Hallström blev 1861 ledamot av Kungliga Musikaliska Akademien och 1881 av Kungliga Vetenskaps- och Vitterhetssamhället i Göteborg, samt erhöll professors namn. Han hade inte någon egentlig genialitet som tonsättare och hans musikutbildning, speciellt i instrumentation, var begränsad. Han uppvisar en mollstämd melodik med en touche av folklore, som han skulle utveckla till mästerskap. Den musikaliska stilen erinrar om Felix Mendelssohn och Robert Schumann, vilket framgår av ett verk som Blommornas undran. I operan Herr Hjalmar är Charles Gounod och Giacomo Meyerbeer de främsta inspiratörerna. 
Han lärde sig mycket om harmonik, instrumentation och vokallinje genom att skriva av flera tonsättares verk. Hallström lyckades bäst i enkla visor vid pianot, ett instrument som han behärskade väl och även i operetter, såsom Den förtrollade katten (1869), Mjölnarvargen (1871), Silverringen (1880), Jaguarita (1884), Aristoteles (1886) och sagospelet Per Svinaherde (1887). 
Hans bestående berömmelse beror främst på att han var den förste, som med någon sanning, kan sägas ha skapat en svensk nationalopera. Hertig Magnus och sjöjungfrun (1867) är den första verkliga operan med både svenskt ämne och svensk musikalisk grundfärg och hans huvudarbete, Den bergtagna (1874), var länge det förnämsta svenska arbetet av denna art. Operan utmärker sig i synnerhet för ett lyckligt stämnings- och situationsmåleri. Den har spelats även i Köpenhamn, München och Hamburg. 
Hallströms bidrag till svensk baletthistoria har omvärderats. Tillsammans med Conrad Nordqvist och Theodor Marckhl var han den förste svenske kompositör som ägnade sig åt balett som självständig konstform. 
Hallström satte även musik till Frans Hedbergs Stolts Elisif (1870) och flera andra pjäser, samt skrev flera kantatverk. Han gav ut ett 70-tal visor (varav många är otryckta) och åtskilliga duetter. 
Han tilldelades Litteris et Artibus 1864.
En minnesvård restes 1906 över hans grav på Maria kyrkogård.

## Hallström i vår tid
- 1987 satte Norrlandsoperan upp Den bergtagna. Uppsättningen visades på tv och finns utgiven på cd av skivbolaget Sterling.
- 1988 satte Vadstena-Akademien upp Hertig Magnus och sjöjungfrun med Per Borin, Per-Erik Öhrn, Erik Stålberg, m.fl.
- 1990 Uppsättningen från 1988 spelades ytterligare ett år och spelades också in för tv.
- Vadstena-Akademien satte upp Liten Karin 1997 som också sändes i tv. Operan fick då äntligen sin premiär.
- 2000 Vadstena-Akademien gjorde en nyuppsättning med Hertig Magnus och sjöjungfrun
- 2001 Hertig Magnus och Sjöjungfrun gavs ut på cd av skivbolaget Naxos i en nyinspelning med bland andra Norrköpings Symfoniorkester under ledning av Niklas Willén.
- 2001 Skivbolaget Sterling gav ut en cd med musik ur baletterna Ett äventyr i Skottland och En dröm.
- 2005 satte Folkoperan upp Den Bergtagna.
- 2012 satte Vadstena-Akademien upp Silverringen i regi av Nils Spangenberg.
- 2016 gav Göteborgsoperan Vikingarna i ett konsertant framförande under ledning av dirigenten B. Tommy Andersson.[5]

- En gata i bostadsområdet Mälarhöjden i Stockholm uppkallades efter Hallström.

## Verk i urval

### Scenisk musik

#### Operor
- Hvita frun på Drottningholm (1847)
- Hertig Magnus och sjöjungfrun : romantisk operett i 3 akter. Opera repertoire, 99-1618791-6 ; 37. Stockholm: Bonnier. 1867. Libris 1583378
- Den bergtagna : romantisk opera i fem akter. Opera-Repertoire, 99-1618791-6 ; 72 (2 uppl). Stockholm: Bonnier. 1874. Libris 9991084
- Vikingarne : Romantisk opera i 3 akter. Opera repertoire, 99-1618791-6. Stockholm: Bonnier. 1877. Libris 1599453
- Jaguarita (1884)
- Neaga : opera i fyra akter. Opera-repertoire, 99-1618791-6 ; 86. Stockholm: Bonnier. 1885. Libris 1599463
- Granadas dotter : romantisk opera i 3 akter. Stockholm: Looström. 1892. Libris cn8w9fvq9lcqjvnj. http://hdl.handle.net/2077/62599
- Liten Karin (1897) -  Sånger ur operan "Liten Karin". Stockholm: Abr. Lundquist. 1898. Libris 12326091

#### Operetter och sångspel
- Den förtrollade katten : sagospel med sång i 3 akter. Opera repertoire, 99-1618791-6 ; 53. Stockholm: Bonnier. 1869. Libris 1583387
- Mjölnarvargen Le diable au moulin : operett i 1 akt. Stockholm: Abr. Lundquist. 1871. Libris 11212004
- Rolf Krake impromtu-operett i 2 akter på fria vers. Stockholm: Julius Bagge. 1880. Libris 2885859
- Silfverringen (1880)
- Aristoteles : komisk operett i en akt / öfvers. Musiken af Ivar Hallström. Uppförd å Svenska teatern i Helsingfors för första gången den 22 februari 1888. Hfors. 1888. Libris 2991618
- Per Svinaherde : sagospel i 3 akter. Looströms Operatext-bibliotek ; 1. Stockholm: Beijer. 1887. Libris t396s80prd4h8v19. http://hdl.handle.net/2077/58204
- Hin Ondes snaror (1900)
- Fru Kajsa Rulta och hennes katt till de små  : musikaliskt skämt i 7 afdelningar. Stockholm: Elkan & Schildknecht. 1897. Libris 2631383

#### Baletter
- En dröm, balettidyll (1871)
- Ett äfventyr i Skottland (1875)
- Melusina, fantastisk balett (1882)

Alla baletter är instrumenterade av Conrad Nordqvist. 

#### Skådespelsmusik
- Shakespeare, William (1854). Köpmannen i Venedig : skådespel i fem akter /  från engelska originalet försvenskadt och för scenen behandladt af Nils Arfwidsson. Stockholm: Beckman. Libris 11884643
- Hedberg, Frans (1870). Stolts Elisif : skådespel i 5 handlingar. Svenska teatern, 99-1250025-3 ; 189. Stockholm: Bonnier. Libris 1585493
- Ett svenskt minne, folkskådespel i 3 akter (1895)

### Körverk
- Blommornas undran (1860)
- Herr Hjalmar och skön Ingrid (omkring 1865)
- Des Sängers Fluch (1871)
- Uppsala minne, kantat (1878)
- Das Sonnenkind (1884)
- Festkantat 1897
- Kantat vid invigningen af Kungl. Teatern 1898
- Sfinxen (1898)

## Skivinspelningar i urval
- Den bergtagna. Sterling : CDO-1001/2-2. Stockholm : Sterling, p 1998
- Hertig Magnus och sjöjungfrun. Naxos : 8.555322-23. Storbritannien : HNH International, cop. 2000.
- Ballet music : Ett äfventyr i Skottland ; En dröm. Sterling : CDS-1043-2. Stockholm : Sterling, p 2001.